# Glastonbury Center
Glastonbury Center es un lugar designado por el censo ubicado en el condado de Hartford en el estado estadounidense de Connecticut. En el año 2010 tenía una población de 7,387 habitantes.

## Geografía
Glastonbury Center se encuentra ubicado en las coordenadas 41°42′7″N 72°35′58″O / 41.70194, -72.59944.